# رومن میتیوکوف
رومن میتیوکوف (انگلیسی: Roman Mityukov؛ زادهٔ ۳۰ ژوئیهٔ ۲۰۰۰) شناگر روس‌تبار اهل سوئیس است.
وی در مسابقات کشوری و بین‌المللی در مجموع برندهٔ ۱ مدال نقره، ۲ مدال برنز شده است.